# مايك كيلي (لاعب كرة قدم أمريكية)
مايك كيلي (بالإنجليزية: Mike Kelly)‏ هو لاعب كرة قدم أمريكية أمريكي، ولد في 11 فبراير 1958 في واتربوري في الولايات المتحدة.